# 39P/Отерма
39P/Отерма — комета, яка була відкрита 8 квітня 1943 року Люсі Отерма (Обсерваторія Туорла, Фінляндія) як об'єкт 15-ї зоряної величини в сузір'ї Діви. Орбіта комети схожа з орбітами кентаврів: перигелій розташований за орбітою Юпітера, а афелій — всередині орбіти Нептуна. До тісного зближення з Юпітером 1963 року комета Отерма була активною, тобто, у неї спостерігалась кома. Після зближення перигелій комети віддалився від Сонця на відстань 5,4 а. е., де вона перестала виявляти кометну активність. При цьому період обертання комети навколо Сонця збільшився з 7,88 до 19,43 років[джерело?]. Під час повернення 2002 року комета була помічена як слабкий зореподібний об'єкт 22-ї зоряної величини.